# Comté d'Annapolis
Pour les articles homonymes, voir Annapolis (homonymie).
Le comté d'Annapolis est un comté de la Nouvelle-Écosse.

## Géographie

### Topographie
Le comté d'Annapolis est situé sur la rive sud de la baie de Fundy. Il est composé principalement de la vallée d'Annapolis, où coule la rivière éponyme, flanquée du mont du Nord et du mont du Sud.
La rivière Annapolis possède un grand estuaire, le bassin d'Annapolis, qui crée aussi une péninsule au nord. Dans le bassin se trouve l'île aux Chèvres.

### Hydrographie
La rivière Annapolis traverse le nord du comté, par la vallée, dans un axe approximativement nord-est–sud-ouest. Les autres cours d'eau importants sont les rivières Allain, Black, Bear, Fales, La Hève, Medway, Nictaux
La plaine au sud du comté, qui compose la plus grande partie du territoire, compte de nombreux lacs.

### Communautés
Le comté compte de nombreux villages et hameaux. 

## Démographie
| 2001   | 2006   | 2011   | 2016   | 2021   |
| ------ | ------ | ------ | ------ | ------ |
| 21 773 | 21 438 | 20 756 | 20 591 | 21 252 |

## Histoire

### Période acadienne
En 1605, après l'échec de la colonie de l'île Sainte-Croix, Pierre Dugua de Mons fonda Port-Royal.

## Administration
Le chef-lieu du comté est Annapolis Royal, mais cette ville est administrée séparément, tout comme Bridgetown et Middleton. Le comté est subdivisé en 11 districts. Le préfet est Peter A. Newton et les conseillers municipaux sont Marilyn J. Wilkins, Brian "Fuzzy" Connell, R. Wayne Fowler, Herb Anderson, Tom Vitiello, Patrick McWade, Peter A. Newton, Reginald C. Ritchie, Philip Milo, Peter G. Terauds et Ron Trimper.

## Infrastructures et services
Le comté est desservi par les routes 1, 8, 10, 101 et 201.

## Culture et patrimoine

### Architecture et monuments
Le site le plus important est bien entendu l'Habitation de Port-Royal, premier établissement réussi en Acadie en 1605.
L'établissement Melanson est un ancien village acadien.

### Parcs, jardins et cimetières
Le comté compte quelques parcs. Il y a les parcs provinciaux de Cottage Cove, d'Upper Clements et de Valleyview, le parc national Kejimkujik et l'aire sauvage Tobeatic.
Il y a un parc d'attraction, le Parc Upper Clements.